# 1161 (szám)
Az 1161 (római számmal: MCLXI) az 1160 és 1162 között található természetes szám.

## A szám a matematikában
A tízes számrendszerbeli 1161-es a kettes számrendszerben 10010001001, a nyolcas számrendszerben 2211, a tizenhatos számrendszerben 489 alakban írható fel.
Az 1161 páratlan szám, összetett szám. Kanonikus alakja 33 · 431, normálalakban az 1,161 · 103 szorzattal írható fel. Nyolc osztója van a természetes számok halmazán, ezek növekvő sorrendben: 1, 3, 9, 27, 43, 129, 387 és 1161.
Az 1161 harminc szám valódiosztó-összegeként áll elő, ezek közül legkisebb a 2679.

## Csillagászat
- 1161 Thessalia kisbolygó